# Стоянцев Олексій Андрійович
Олексій Андрійович Стоянцев (27 березня 1906, село Тербуни Курської губернії, тепер Большеполянського району Курської області, Російська Федерація — 11 травня 1987, місто Київ) — український радянський партійний діяч. Депутат Верховної Ради УРСР 2-го, 5-го скликань. Член ЦК КП(б)У в 1949—1952 р. Член Ревізійної Комісії КПУ в 1960—1961 р.

## Біографія
Народився в селянській родині. Трудову діяльність розпочав у 1918 році в сільському господарстві. З 1926 року працював матросом на транспорті річкового пароплавства в місті Ростові-на-Дону. Закінчив вечірній робітничий факультет у місті Ростові-на-Дону.
Член ВКП(б) з 1929 року.
У 1931 році вступив до Новочеркаського авіаційного інституту, потім перевівся до Харківського авіаційного інституту, який закінчив у 1937 році.
З 1937 до червня 1938 року — інструктор, у червні 1938—1939 роках — заступник завідувача відділу науки та науково-технічних винаходів ЦК КП(б)У. З квітня по грудень 1939 року — заступник завідувача відділу пропаганди і агітації ЦК КП(б)У. У грудні 1939—1941 роках — завідувач відділу машинобудування ЦК КП(б)У.
З 7 травня 1941 по 1943 рік — секретар ЦК КП(б)У по авіаційній промисловості. Під час німецько-радянської війни — уповноважений військових рад Південно-Західного, Сталінградського і Донського фронтів; з 1943 року — парторг ЦК ВКП(б) на авіаційному заводі в місті Куйбишеві, РРФСР.
У серпні 1944 — грудні 1945 року — заступник секретаря ЦК КП(б)У із машинобудівної промисловості — завідувач відділу машинобудівної промисловості ЦК КП(б)У.
У грудні 1945 — серпні 1947 року — завідувач відділу по західних, Закарпатській і Ізмаїльській областях УРСР ЦК КП(б)У — заступник секретаря ЦК КП(б)У.
У серпні 1947 — березні 1948 року — заступник начальника Управління із перевірки партійних органів ЦК КП(б)У.
У березні 1948 — січні 1949 року — 2-й секретар Запорізького обласного комітету КП(б)У.
У січні — 23 грудня 1949 року — 1-й секретар Кіровоградського обласного комітету КП(б)У.
З січня по вересень 1950 року — заступник завідувача відділу партійних, профспілкових і комсомольських органів ЦК КП(б)У.
У вересні 1950—1951 роках — заступник міністра державного контролю Української РСР. У 1951 — вересні 1956 року — 1-й заступник міністра державного контролю Української РСР.
29 вересня 1956 — 31 грудня 1957 року — міністр державного контролю Української РСР.
8 січня 1958 — 15 вересня 1961 року — голова Комісії радянського контролю Ради Міністрів Української РСР. У вересні 1961—1963 роках — 1-й заступник голови Комісії державного контролю Ради Міністрів Української РСР.
У 1963—1973 роках — в апараті Державного комітету Ради Міністрів Української РСР по використанню трудових резервів.
З 1973 року — персональний пенсіонер союзного значення у Києві.

## Нагороди
- орден Трудового Червоного Прапора (23.01.1948)
- орден Червоної Зірки
- орден Вітчизняної війни 2-го ступеня (6.04.1985)
- медаль «За оборону Сталінграда»
- медалі